# نومورا ۶۵۵۹
سیارک ۶۵۵۹ (به انگلیسی: 6559 Nomura، نامگذاری:1991JP) شش هزار و پانصد و پنجاه و نهمین سیارک کشف شده‌است که در ۳ مه ۱۹۹۱ کشف شد.
قدر مطلق سیارک برابر ۱۴٫۱۰ است.